# GSM-positionering
GSM-positionering innebär att man kan ta reda på en mobiltelefons position genom att använda sig av det mobila GSM-systemet.
Det finns två metoder att avgöra en position. Den ena använder sig av den aktuella cellen telefonen är ansluten mot. Denna metod har en ganska dålig träffsäkerhet. Den andra metoden använder sig av två flera celler och har därmed en större träffsäkerhet.

## Enkelcellspositionering
Fördelen med att använda sig av endast en cell är att den tekniken redan är i bruk i ett flertal nätverk. Man kan bestämma en telefons position genom att se vilken cell den är uppkopplad mot. I vissa fall använder man sig också av ett TA-värde (Timg Advance) för att, enkelt förklarat, avgöra hur långt det är från telefonen till närmaste basstation.

## Flercellspositionering
Med denna metod får man en bättre träffsäkerhet genom att mäta tidsskillnaden från signaler mellan telefonen och ett flertal basstationer och därmed avgöra positionen. För att detta ska fungera krävs det att basstationerna är utbyggda med den teknik som krävs. Flercells-positionering använder sig också av TA-värden för ökad precision. Precisionen beror även på de använda basstationernas antal och positioner. Om stationerna ligger för nära varandra kan resultatet bli oprecist.